# Iso-Kuikko
Iso-Kuikko är en ö i Finland. Den ligger i sjön Suontee och i kommunen Hirvensalmi i den ekonomiska regionen  S:t Michel och landskapet Södra Savolax, i den södra delen av landet, 180 km nordost om huvudstaden Helsingfors. Öns area är 2,6 hektar och dess största längd är 270 meter i öst-västlig riktning.